# Ligne 502 Downtowner du tramway de Toronto
La 502 Downtowner était une des lignes de tramway de la ville de Toronto, dans la province d'Ontario, au Canada. Elle était exploitée par la Toronto Transit Commission, l'opérateur public chargé d'assurer la gestion des transports en commun de la ville et de son agglomération.
Traversant la ville d'Est en Ouest sur plus de 9,38 kilomètres (5,83 miles). Elle reliait la boucle de McCaul à l'Ouest, à la boucle de Bingham à l'Est.
La ligne 502 Downtowner roulait provisoirement en autobus depuis octobre 2016, du fait que les rames Bombardier Flexity Outlook n'avaient pas encore été livrées. L'intervalle entre rames peut varier de douze minutes aux heures de pointe (en doublon avec la ligne 503 Kingston Road qui recouvre une grande partie de la ligne) et toutes les dix minutes le reste de la journée. La ligne 503 Kingston Road a remplacé le service de la ligne 502 Downtowner,,.